# Pier Francesco Grimaldi
Pier Francesco Grimaldi (Genova, 12 agosto 1715 – Genova, 4 gennaio 1791) fu il 173º doge della Repubblica di Genova.

## Biografia

Stemma nobiliare dei Grimaldi

### Primi anni
Pier Francesco Grimaldi nasce a Genova il 12 agosto 1715. Patrizio genovese, figlio di Giovanni Battista (doge nel 1752), e cugino del già doge Giovanni Giacomo Grimaldi (1756), venne ascritto al Libro d'Oro della nobiltà genovese il 28 marzo 1735. Grimaldi è imparentato con l'attrice Alda Grimaldi, con Fulvio Grimaldi, Bernardino Grimaldi, Clemente Grimaldi e Galeazzo Ciano. 
La sua carriera fu in un primo momento militare, nei vari corpi genovesi. A 35 anni divenne ispettore del battaglione Andergosser in Corsica, al comando di 667 soldati.
Negli eventi del 1746, all'epoca della rivolta del Balilla, combatté gli Austriaci invasori di Genova come Commissario Generale di tutta la Riviera di Levante. Il di lui fratello Francesco Grimaldi combatté nello stesso settore. Il duca Richelieu aveva posto il suo quartier generale a Sestri Ponente e lo storico Vaccari riferisce che "era con lui per indirizzare le cose e regolare i paesani di Pier Francesco Grimaldi".
Nel 1756 Pier Francesco fu eletto tra i cinque patrizi componenti il magistrato di Guerra e nel 1772 venne eletto inquisitore di stato.

### Il dogato e gli ultimi anni
Diventò doge quando Ferdinando Spinola rinunciò a questa carica: l'elezione avvenne il 26 gennaio 1773, con 174 voti su 324.
Poco tempo prima della sua elezione un decreto del Senato aveva limitato le spese per l'elezione e l'incoronazione dogale, dato lo scemare delle ricchezze genovesi. Lo storico Accinelli riferisce che era stato ridotto il tempo per l'incoronazione e il pasto, dai precedenti talora anche di alcuni mesi, ad otto giorni e sempre per il pasto si era ordinato vi partecipassero solo il Sergente Generale della Repubblica e i Senatori a loro arbitrio. All'incoronazione Pier Francesco Grimaldi si attenne a tali. Il discorso sacro fu pronunciato nella cattedrale di San Lorenzo dal gesuita e cardinale arcivescovo padre Gerolamo Durazzo, il discorso pubblico dal Magnifico Federico Peyrana nel Gran Salone del palazzo Ducale di Genova, e nessuno dei due discorsi fu stampato. Il convito si svolse nelle forme più modeste, l'incoronazione avvenne dopo sei giorni, alla data stabilita si fece il pranzo, partecipi solo 17 senatori, il doge, il Generale delle Armi (19 persone). Inoltre, in luogo dei tradizionali cinquanta colpi di cannone, che gli spettavano, ne fece sparare solo trenta.
In questo dogato fu imposta la soppressione della Compagnia di Gesù, cui erano favorevoli il doge e gran parte dell'aristocrazia genovese. Per questo motivo Pier Francesco Grimaldi dilazionò l'effettuazione di tale ordine, d'accordo con il gesuita arcivescovo genovese. Non applicò l'ordinanza dal luglio all'ottobre 1774, e quando fu costretto ad eseguirla, Genova risultò essere l'ultima città in Italia ad aver secolarizzato l'Ordine Gesuita.
Col permesso pontificio restrinse il diritto di immunità delle chiese per i fuorilegge, che fu lasciato a due chiese entro la cerchia medioevale delle mura - Santo Stefano presso la porta dell'Arco e Santa Maria della Visitazione presso la porta di San Tommaso - e a due entro la cerchia delle mura seicentesche, collocate in modo che fossero due chiese per l'uscita dalla città in entrambe le direzioni e per i due settori della città (divisa tra sestieri delle vecchie e delle nuove Mura).
Verso la fine del dogato Pier Francesco cadde malato, in punto di morte, ma riuscì a riprendersi. Chiese allora licenza di spostarsi allo Xerbino nel palazzo dell'Illustrissimo sig. Francesco M. Balbi quondam Jacobi, dato che sulle alture di Genova l'aria era migliore. Concessa la relativa licenza dai Serenissimi collegi, Pier Francesco Grimaldi si spostò nel palazzo sull'altura. Vi rimase oltre un mese con le guardie al seguito come se si trovasse al palazzo Ducale.
Ristabilitosi dalla malattia ed affetto dalla sola gotta, a fine biennio tornò al palazzo Ducale dopo cinque mesi di malattia ed un'assenza dal palazzo dal 7 luglio al 5 agosto, come dai dati del Cerimoniorum.
Il dogato - il centoventottesimo in successione biennale e il centosettantatreesimo nella storia repubblicana - terminò il 26 gennaio 1775.
Nel 1776 Pier Francesco fu preside del magistrato di Guerra. In seguito rimase molti anni come addetto alla deputazione della Marina e preside della magistratura delle Comunità, dicastero cui era affidata la riscossione nelle Riviere dei redditi della Repubblica e delle imposte su persone e stabili.
Negli ultimi anni di vita fu addetto alla Deputazione del Culto e Sant'Offizio.
L'Illustrissimo ed Eccellentissimo Pier Francesco Grimaldi, Procuratore Perpetuo della Serenissima Repubblica di Genova, morì a 75 anni il 4 gennaio 1791 e l'8 ottobre la salma venne traslata nella chiesa di Sant'Ambrogio, nella tomba gentilizia dei Grimaldi.

## Vita privata
Pier Francesco Grimaldi sposò Giulia Durazzo, figlia di Giuseppe Durazzo, donna "di spirito elevato e religioso" appartenente ad una famiglia aristocratica tra le più insigni che diede a sua volta molti dogi alla Repubblica (nove per l'esattezza).
L'abate Torelli dedicò a Pier Francesco Grimaldi il suo libro, stampato a Genova nel 1771: La Fede Giustificata, nel quale intendeva dimostrare la verità della Fede come dato reale, contro gli scettici.
Da Giulia Durazzo Pier Francesco ebbe quattro figli: Lilla Grimaldi, che sposò Giorgio Doria; Giuseppe Grimaldi, che sposò Clelia Durazzo, parente della madre; Giovanni Battista Grimaldi che sposò Lilla Grimaldo, e Teresa Grimaldi, che sposò Giacomo Spinola.